# Birte Gutzki-Heitmann

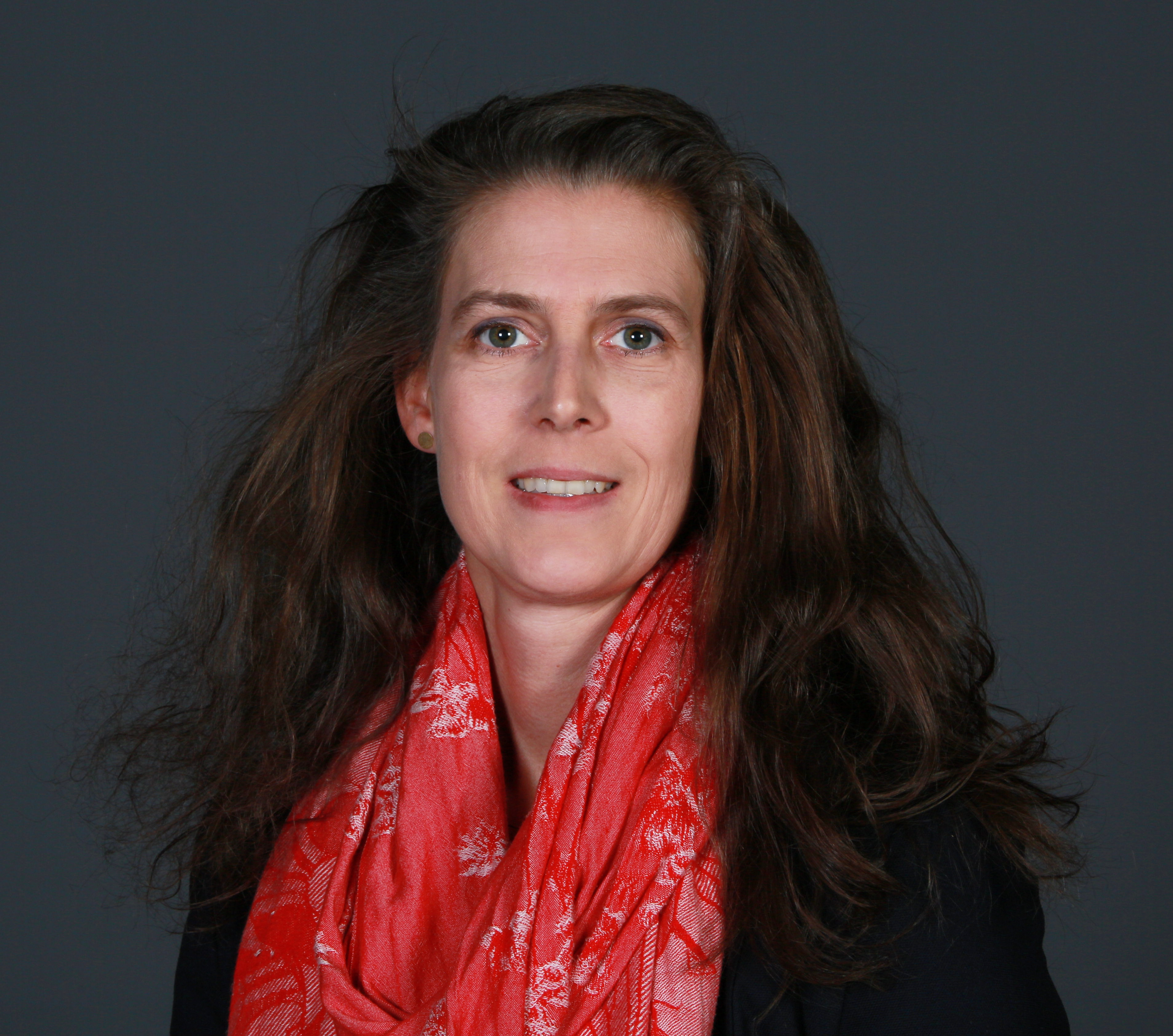
Birte Gutzki-Heitmann (2018)

Birte Gutzki-Heitmann (* 18. August 1977 in Winsen (Luhe)) ist eine deutsche Politikerin (SPD). Sie war von 2011 bis 2020 Mitglied der Hamburgischen Bürgerschaft.

## Berufliches und Privates
Gutzki-Heitmann absolvierte nach dem Abitur am Alexander-von-Humboldt-Gymnasium eine Ausbildung zur Möbeltischlerin und ist seitdem als selbständige Möbeltischlerin tätig.
Sie ist verheiratet, hat eine Tochter und wohnt in Hamburg-Rönneburg.

## Politik
Gutzki-Heitmann trat 1998 der SPD bei. Von 2001 bis 2011 war sie Mitglied der Bezirksversammlung Harburg.
Bei der Bürgerschaftswahl 2011 gewann sie im Wahlkreis Harburg ein Direktmandat und zog in die Hamburgische Bürgerschaft ein. In der 20. Wahlperiode war sie Mitglied im Kulturausschuss, im Ausschuss für Wirtschaft, Innovation und Medien und im Ausschuss Öffentliche Unternehmen.
Bei der Bürgerschaftswahl 2015 gewann sie erneut im Wahlkreis Harburg ein Direktmandat. In der 21. Wahlperiode war sie Mitglied im Eingabenausschuss, im Kulturausschuss, im Ausschuss für Wirtschaft, Innovation und Medien und im Ausschuss Öffentliche Unternehmen.
Für die Bürgerschaftswahl 2020 wurde sie nicht mehr nominiert.